# ولیکی تسروتس
ولیکی تسروتس (اسلوونیایی: Veliki Cerovec) یک زیستگاه انسانی در اسلوونی است که در نوو مستو واقع شده‌است.

## خصوصیات
ولیکی تسروتس ۱٫۷۳ کیلومترمربع مساحت و ۱۵۳ نفر جمعیت دارد و ۴۶۳٫۸ متر بالاتر از سطح دریا واقع شده‌است.